# Sitawaka
Sitawaka (els anglesos l'esmenten també com Seetawaka) fou una antiga població i capital d'un regne que va portar el seu nom a l'illa de Ceilan, avui Sri Lanka.
El regne fou creat pel rei Mayadunne (1521-1581) que es va adjudicar aquest territori després de la mort del seu pare, el rei Vijayabahu VI de Kotte (1513-1521). Mayadunne havia estat l'element principal en l'espoliació del seu pare i una vegada aquest fou assassinat, va reconèixer al seu germà gran, Buwanekabahu VII com a rei de Kotte, però es va reservar per a si mateix el regne de Sitawaka i per al seu germà petit Pararajasinha el regne de Raigama.
Molt poc queda de Sitawaka avui dia. El palau del regne de Sitwaka estava situat prop del riu Sitawaka a la riba oposada a Barendi Kovil. Es diu que els portuguesos que van envair Sitawaka van destruir el palau i van construir una petita fortalesa en aquest terreny. Desafortunadament aquesta fortalesa també fou destruïda pels britànics que van agafar els materials per construir una casa de descans a Sitawaka.
Les ruïnes de la fortalesa apareixen descrites en el llibre "An Account of the Interior of Ceylon, and its Inhabitants" del Dr. (cirurgià) John Davy, que fou el metge del governador Brownrigg, publicat el 1821.
Avui dia aquest lloc es troba a la carretera de Maniyangama, el camí que condueix al famós temple de Maniyangama Raja Maha Viharaya. Les ruïnes van ser descuidades per les autoritats i mai foren posades a la llum fins fa molt poc. Només uns monticles de terra eren l'única indicació d'haver existit qualsevol edifici en aquell lloc. Recentment, el departament d'arqueologia ha començat excavant la terra i algunes estructures parcials han estat recuperades.